# Aleksandr Motylow
Aleksandr Anatoljewicz Motylow, ros. Александр Анатольевич Мотылёв (ur. 17 czerwca 1979 w Swierdłowsku) – rosyjski szachista i trener szachowy (FIDE Senior Trainer od 2013), arcymistrz od 2000 roku. Od roku 2023 reprezentuje barwy Rumunii.

## Kariera szachowa
Grę w szachy poznał w wieku 4 lat. Był dwukrotnym mistrzem Rosji juniorów do lat 16 i 18. W 2001 osiągnął duży sukces, zwyciężając w Eliście w mistrzostwach kraju seniorów. W tym samym roku wystąpił w Moskwie na mistrzostwach świata rozegranych systemem pucharowym, awansując do III rundy, w której przegrał z Aleksiejem Szyrowem. Rok później wystąpił w narodowej drużynie w meczu Rosja kontra reszta świata. W 2003 zwyciężył w silnie obsadzonym otwartym turnieju Corsican Open w Bastii (m.in. przed Loekiem van Welym, Krishnanem Sasikiranem i Siergiejem Tiwiakowem). W 2004 podzielił III m. (za Ernesto Inarkijewem i Zwiadem Izorią, wspólnie z Ianem Rogersem i Nicholasem Pertem) w otwartym turnieju w Hoogeveen oraz wystąpił na mistrzostwach świata w Trypolisie (gdzie w I rundzie przegrał z Hichamem Hamdouchim). W 2005 podzielił I m. (wspólnie z Emilem Sutowskim, Andriejem Charłowem, Wasilijem Iwanczukiem i Władimirem Akopjanem) w turnieju Aerofłot Open w Moskwie oraz zajął II m. (za Pentalą Harikrishną) w turnieju Sanjin Hotel Cup w Taiyuan. W 2006 zwyciężył (wspólnie z Magnusem Carlsenem) w turnieju Corus B w Wijk aan Zee. W 2008 podzielił II m. (za Janem Niepomniaszczijem, wspólnie z Aleksiejem Driejewem) w kolejnym openie Aeroflot w Moskwie. W 2009 samodzielnie zwyciężył w turnieju XVIII kat. FIDE w miejscowości Pojkowskij. W 2011 podzielił II m. (za Pentalą Harikrishna, wspólnie z Lazaro Bruzonem Batistą) w turnieju Tata Steel Chess Tournament–B w Wijk aan Zee. W 2013 zajął II m. (za Pawło Eljanowem) w Pojkowskim. W 2014 zdobył w Erywaniu złoty medal indywidualnych mistrzostw Europy oraz zajął II m. (za Pawło Eljanowem) w rozegranym w Şəmkirze turnieju B memoriału Wugara Gaszimowa.
Wielokrotnie reprezentował Rosję w turniejach drużynowych, między innymi:
- na olimpiadzie szachowej (w roku 2010)[6]
- na drużynowych mistrzostwach świata (w roku 2001); medalista: wspólnie z drużyną – srebrny (2001)[7]
- na drużynowych mistrzostwach Europy (w roku 2005)[8]
- na drużynowych młodzieżowych (do 26 lat) mistrzostwach świata (w roku 1997); medalista: wspólnie z drużyną – brązowy (1997)[9].

Najwyższy ranking w dotychczasowej karierze (stan na wrzesień 2017) osiągnął 1 lipca 2009, z wynikiem 2710 punktów zajmował wówczas 27. miejsce na światowej liście FIDE.